# جوآو دیاس
جوآو دیاس (به پرتغالی: João Dias) یک منطقهٔ مسکونی در برزیل است که در ریو گرانده شمالی واقع شده‌است. جوآو دیاس ۲٬۶۵۴ نفر جمعیت دارد.